# كلوديا ريوس
كلوديا ريوس (22 سبتمبر 1992 - ) (بالإسبانية: Claudia Ríos)‏ هي لاعبة كرة طائرة المكسيك.